# Urszula Pulkowska
Urszula Pulkowska, po mężu Engel (ur. 20 czerwca 1949 w Trzebniowie) – polska koszykarka, występująca na pozycji rozgrywającej, reprezentantka kraju, medalistka mistrzostw Polski.
Jest żoną byłego piłkarza i selekcjonera kadry Polski w piłce nożnej – Jerzego Engela. Mają wspólnie dwójkę dzieci, Annę i Jerzego.

## Osiągnięcia
Drużynowe
- Wicemistrzyni Polski (1976)[3]
- Brązowa medalistka mistrzostw Polski (1967, 1975)
- Finalistka Pucharu Polski (1970)

Reprezentacja
- Uczestniczka mistrzostw Europy (1972 – 9. miejsce)[4][5]